# Jaciment arqueològic del Puig

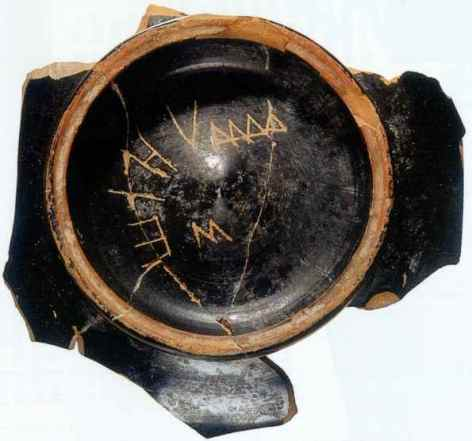
Ceràmica amb grafits en alfabet grecoibèric del Puig

El jaciment arqueològic del Puig, l'època del qual correspon al bronze i a l'ibèric antic (segle V ae) i mitjà (destruït al s. IV-III ae), està situat al terme municipal d'Alcoi (L'Alcoià), País Valencià.
El jaciment se situa a l'altiplà del Puig, amb 40 m de diàmetre i una extensió d'1,5 ha, que arribaria a les 3 ha en el període de major auge. A la part oriental, on l'accés és més fàcil, tanca el pas una muralla. Del mur, de 10 m de longitud, en sorgeixen altres de més estrets que tanquen el recinte. El poblat està molt erosionat, i les restes són més aviat escassos (restes de muralla i una torrassa defensiva, estructures de departaments quadrangulars, restes d'habitatges).
Al s. XIX va ser castigat per cercadors de tresors. L'enginyer Enric Vilaplana Julià fou el descobridor del poblat del Puig. Les primeres prospeccions serioses les hi va realitzar Camil Visedo Moltó.
El 1964 l'excavà el Laboratori d'Arqueologia de la Universitat de València, V. Pascual i M. Tarradell, i des de 1982 F. Rubio. En l'excavació s'hi identificaren materials de l'edat del bronze i, al damunt, nivell ibèric, del període orientalitzant amb presència d'àmfores fenícies i fíbules del tipus d'Alcores (s. VII-VI ae) i ibèric antic amb plats de ceràmica grisa i bicroma. Entre els materials, destaca l'abundància de ceràmica importada (àtica de figures roges, àtica de vernís negre), algunes amb grafits en alfabet grecoibèric, la qual cosa permet calcular-ne la destrucció dins del s. IV ae.